# آرچیبالد حاوی
آرچیبالد "آرچی" حاوی (انگلیسی: Archibald "Archie" Howie؛ زاده ۲۵ مارس ۱۹۳۴) فیزیک‌دان اهل بریتانیا است.
او همچنین برنده جوایزی همچون مدال پادشاهی شده است.